# 東京虫BUGS
『東京虫BUGS』（とうきょうむしばぐず）は、日本のロックバンド、ザ・コレクターズ(THE COLLECTORS)のメジャー16作目のオリジナル・アルバム。

## 概要
ザ・コレクターズのオリジナル・アルバムであり、ボーカルの加藤ひさしが全曲を制作した。
前作『ロック教室〜THE ROCK'N ROLL CULTURE SCHOOL〜』以来1年以上ぶりのアルバム作品であり、全曲を加藤が作詞・作曲したアルバムは「夜明けと未来と未来のカタチ」以来約3年ぶりとなる。
リリー・フランキーがジャケットをデザインした。
アルバムのタイトルについて加藤は、「最初は(アルバムのタイトルを)『BUGS』に決めてて。普通にカッコイイけどなんかもの足りないなって、"新宿鮫"みたいなのがいいなぁって。なんとなくそっちの方が映画っぽいじゃん？かと言って『東京虫』じゃあピンと来ない。あっ、『東京虫BUGS』！くらいの勢い（笑）。それに意味的に重複しても、読んだ時の口の動きの気持ち良さって、『東京虫BUGS』は抜群だから。そこも大事だなぁって。うん。隅々まで抜かりないっす」と語る。

## 収録曲
- 全曲作詞・作曲：加藤ひさし

1. たよれる男
2. 東京虫バグズ
3. ザ モールズ オン ザ ヒルズ
4. スターズ オブ バルコニー
5. ミッドナイト ボートピープル
6. 青春ノークレーム ノーリターン
7. パーソナリティーインベントリー
8. 25歳のヘンリエッタへ
9. スペース パイロット
10. ブレイキング グラス
11. ロックンロールバンド人生
12. ツイスター

## タイアップ
- たよれる男 - テレビ神奈川『Mutoma α / MUTOMA LIVE』オープニングテーマ